# Shaun Evans
Shaun Francis Evans (Liverpool, 6 de março de 1980) é um ator inglês. Ele é mais conhecido por interpretar o jovem Endeavour Morse na série dramática da ITV Endeavour e o Timoneiro Elliot Glover em Vigil.

## Participações
- Teachers (TV)
- The Project (TV)
- Cashback (Cinema)
- Endeavour (TV)